# Хажин
Хажи́н — село в Україні, в Бердичівському районі Житомирської області, на кордоні з Вінницькою областю. Населення становить 1084 осіб.

## Географія
Селом протікає річка Гнилоп'ять. На правому березі річки пролягає автошлях М21.

## Населення
Згідно з переписом УРСР 1989 року чисельність наявного населення села становила 1176 осіб, з яких 515 чоловіків та 661 жінка.
За переписом населення України 2001 року в селі мешкали 1084 особи.

### Мова
Розподіл населення за рідною мовою за даними перепису 2001 року:
| Мова       | Відсоток |
| ---------- | -------- |
| українська | 97,05 %  |
| російська  | 2,58 %   |
| білоруська | 0,18 %   |
| молдовська | 0,09 %   |

## Відомі люди
В селі народилися:
- Мостовий Володимир Йосипович — Герой Радянського Союзу[4];
- Крупський Володимир Аркадійович — протестантський пастор